# Giuffrè Editore
Giuffrè Editore (inizialmente Dott. A. Giuffrè Editore) è una casa editrice italiana fondata a Milano nel 1931 da Antonino Giuffrè, ceduta nel 2017 alla Editions Lefebvre Sarrut e dal 2018 ridenominata Giuffrè Francis Lefebvre.
Già nel 1920 produceva manuali e dispense per le università milanesi, in particolare per l'Università Bocconi, per poi espandere la propria attività all’intero territorio nazionale sino ad essere riconosciuta quale principale editore italiano nel settore giuridico universitario, professionale e scientifico. All'attività editoriale tradizionale la Giuffrè Editore ha affiancato la gestione di una banca dati giuridica in uso presso gli studi professionali, le università e gli enti (DeJure). 
Realizza inoltre corsi di formazione, software per la gestione degli studi legali, e pubblica portali online di materia negli ambiti del diritto, del lavoro e del fisco.

## Storia

### Dalle origini, alla nascita della casa editrice. La prima generazione: Antonino Giuffrè

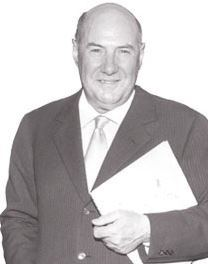
Antonino Giuffrè, fondatore della casa editrice

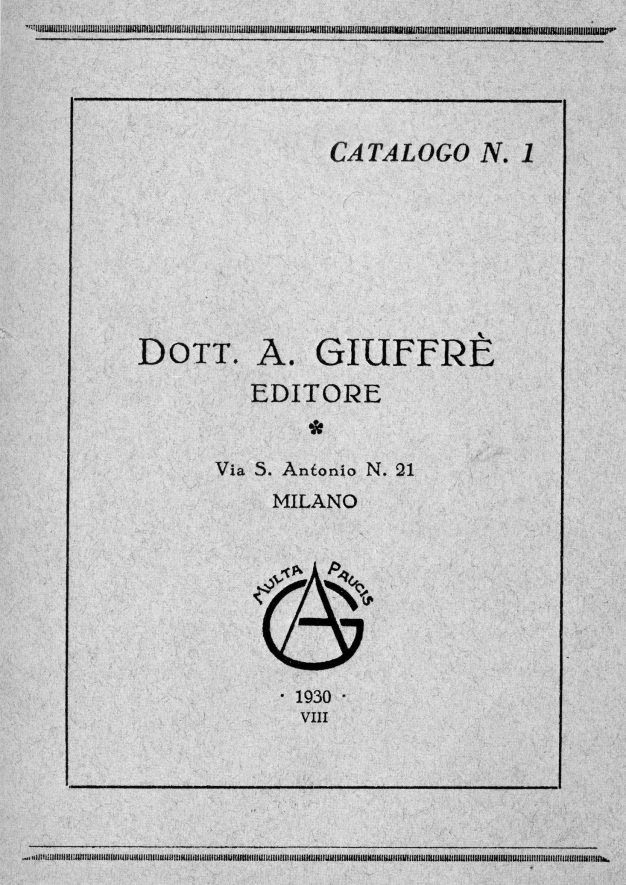
1930: il primo catalogo della Dott. A. Giuffrè Editore

Antonino Giuffrè (1902-1964) nacque a Naso in un'antica famiglia di piccola borghesia siciliana. 
Negli anni ’20, trasferitosi a Milano, diede inizio ad un'attività editoriale con la stampa e la distribuzione delle dispense universitarie; presto le pubblicazioni artigianali di Antonino Giuffrè si diffusero anche all’università statale, che si apriva a Milano proprio nel 1924 e la cui facoltà di giurisprudenza era stata appena avviata. Fra coloro che gli affidarono i primi lavori editoriali, ci furono ingegneri, economisti e giuristi; grazie alla collaborazione del fratello Gaetano, studente di ingegneria, Giuffrè stampò le Lezioni di idraulica di Bay la Chimica industriale di M. G. Levi, la Lavorazione dei metalli di G. Orlandi. Nel 1931 la società editrice che porta il suo nome, venne iscritta alla Camera di Commercio di Milano e l’attività che fino ad allora era stata svolta in modo artigianale, assunse da quel momento la funzione formale di casa editrice. 
Utilizzava tipografie milanesi, Tenconi, Colombi, ma stampava qualcosa anche a Pavia, a Città di Castello, a Bologna dando alla sua produzione un’impronta nazionale e non più solo locale. Nel giugno del 1940, a seguito della dichiarazione di guerra, cominciarono le difficoltà, prima fra tutte la carta, il cui rifornimento scarseggiava, mentre il prezzo aumentava. Nel 1942 la situazione peggiorò: gravi limitazioni di energia impedirono il pieno lavoro delle macchine tipografiche; la poca carta sul mercato era di pessima qualità, mancava il filo per cucire i volumi. Giuffrè ebbe la fortuna di non perdere il magazzino durante i bombardamenti su Milano, cosa che non risparmiò altri editori.

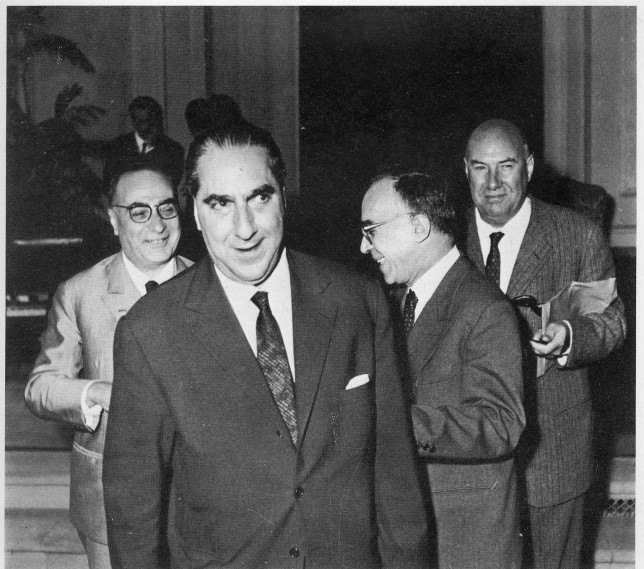
I professori Romano, Pugliatti, La Pira, assieme ad Antonino Giuffrè

Nel 1952 la sede venne trasferita in via Solferino, a due passi dal Corriere della Sera. 
La casa editrice aveva superato il trentennio e Antonino Giuffrè comprendeva che le dimensioni raggiunte e le responsabilità di gestione imponessero tecniche moderne di managerialità, anche in prospettiva futura. Invitò un'équipe di esperti stranieri che potessero importare nell'azienda le più moderne metodiche di gestione, di pianificazioni e delineassero quadri direttivi per i diversi settori della casa editrice, dimostrando una propensione, a quei tempi inusuale, ad industrializzare l'attività di editore anticipando il cambiamento in atto con il “boom economico” italiano. Antonino Giuffrè morì il giorno 11 settembre del 1964. 
(Antonino Giuffrè editore – “Itinerario documentato di un’ avventura umana” di Maria Teresa Giuffrè – 1981.)

### La seconda generazione: gli anni delle grandi opere e della banca dati

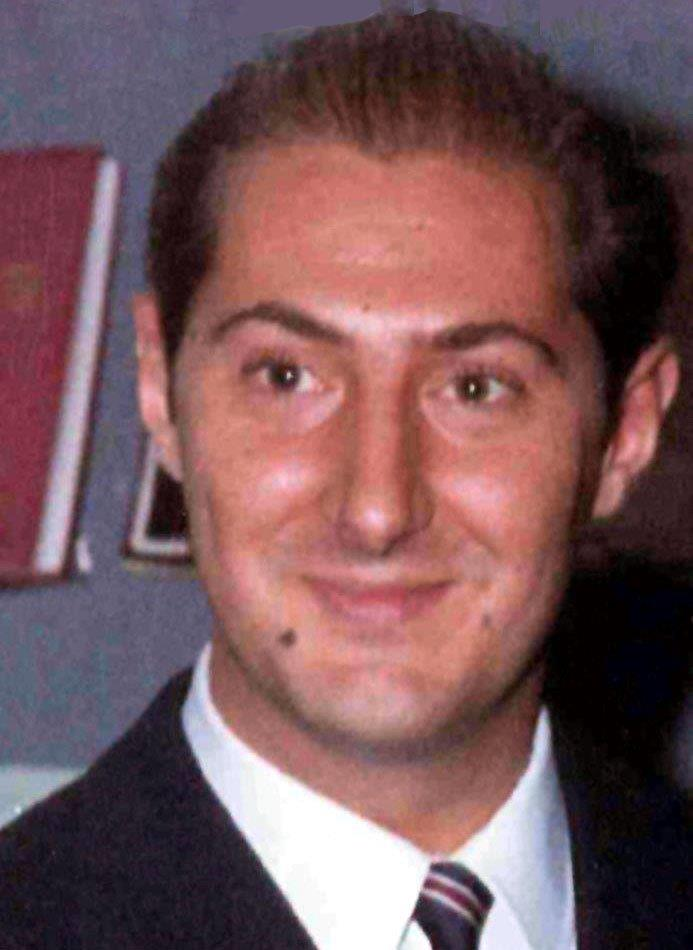
1964: Giuseppe Giuffrè subentra al padre Antonino

Nel 1964, alla morte del fondatore, la conduzione della casa editrice venne assunta dal primogenito Giuseppe che a quel tempo aveva 23 anni. Nel 1965 da via Solferino la sede fu spostata nella vicina via Statuto, nel pieno centro di Milano. Erano anni di grande trasformazione che, dal 1968, portarono ad una svolta nei costumi e nelle tradizioni degli italiani; i giovani studenti di quegli anni furono gli artefici del cambiamento e della rottura col passato. Il riflesso di tali mutamenti si avvertiva negli atenei: si assistette ad un incremento ampio ma disordinato della popolazione universitaria, alla trasformazione della didattica con la relativa crisi dei testi tradizionali, all'eccesso di produzione legislativa con la conseguente difficoltà di garantire completezza e coerenza delle fonti: ciò solo per citare i fenomeni più appariscenti. In tale situazione, il ruolo dell'editore si rafforzò svolgendo un importante compito di riordino e di aggiornamento e organizzazione delle fonti.
Giuffrè Editore colse le opportunità offerte dai cambiamenti della società e dallo sviluppo del Paese e negli anni a venire consolidò il ruolo di riferimento della cultura giuridica italiana e rafforzò l'assetto societario: nel 1976 la Dott. A. Giuffrè Editore divenne una società per azioni; nel 1987 aprì la libreria Giuffrè, in via Larga, nel cuore di Milano a due passi dal Tribunale; nel 1988 venne avviata una joint venture con l’Università Luigi Bocconi di Milano che porterà alla fondazione della casa editrice Egea - Edizioni Giuridiche Economiche Aziendali dell’Università Luigi Bocconi e Giuffrè Editore S.p.A.; nello stesso anno si inaugurò la sede di proprietà a Milano in via Busto Arsizio 40; nel 1994 venne siglata un’alleanza (che durerà fino al 2015) con Reed Elsevier, il più grande complesso multinazionale nel campo dell’editoria professionale, che per poco più di 20 anni ha detenuto il 40% della società. Sul fronte editoriale, negli anni ’80 si producevano più di 700 novità librarie all’anno.
La direzione editoriale dal 1985 venne affidata a Gaetano Giuffrè, terzogenito di Antonino, che dopo un decennio in veste di direttore commerciale assunse il compito di tessere una fondamentale rete di contatti con gli autori continuando in tal modo la tradizione impostata dal fondatore. Giuffrè Editore è stato tra i primi in Italia a produrre edizioni “elettroniche”: qualche anno dopo l’esordio dei primi personal computer (Olivetti aveva da poco lanciato il modello M20 e IBM aveva fatto seguito con la commercializzazione in Italia del proprio PC), nel 1987 nacque Juris Data, la prima banca dati giuridica italiana che segnerà l’inizio del futuro sviluppo digitale della casa editrice. A coronamento del proprio impegno imprenditoriale, Giuseppe Giuffrè, in occasione della Festa della Repubblica, il 2 giugno 1997, venne nominato Cavaliere del Lavoro dal Presidente Oscar Luigi Scalfaro.

### La terza generazione: gli anni della riconversione digitale
Nel 2000 entrò in casa editrice Antonio Giuffrè, figlio di Giuseppe, nipote del fondatore, ché affiancò il padre e lo zio Gaetano nella conduzione dell’azienda di famiglia. Dopo una laurea in ingegneria elettronica conseguita presso Il Politecnico di Milano, alla quale seguirono esperienze professionali all’estero, nel gruppo editoriale Lexis Nexis presso le sedi di Gran Bretagna e Stati Uniti, a 31 anni entrò nell’azienda di famiglia occupandosi inizialmente delle attività commerciali e di marketing: nel 2004 venne nominato direttore generale, carica ricoperta fino al 2018. Furono anni in cui internet si avvia a rappresentare uno strumento popolare di fruizione dei contenuti, e il business editoriale si apriva al digitale come fonte alternativa alla produzione tradizionale che negli stessi anni accennava a segnali di declino. Antonio Giuffrè vide nei giovani praticanti avvocati, il pubblico che rappresenterà il futuro della casa editrice e vi si rivolse con prodotti ideati per le necessità formative in vista dell’esame di abilitazione professionale: nacque la collana Percorsi che rappresentava un “sistema” editoriale composto da codici annotati, volumi di ripasso, eserciziari ai quali si affiancheranno ben presto la scuola di formazione, un servizio di correzione delle prove di preparazione all’esame e un sito internet. Fu l'inizio di uno sviluppo che coniugherà difesa della tradizione e sviluppo di nuovi sistemi di comunicazione.
Nel 2007 venne lanciata la banca dati giuridica DeJure, declinazione online del DVD Juris Data; nel 2009 fu acquisita Sedlex Informatica, rinominata Giuffrè Informatica, software house specializzata nella gestione dello studio legale, titolare del marchio Cliens ; nel 2010 Giuffrè Informatica realizzò il primo punto d'accesso al processo telematico riconosciuto dal Ministero della giustizia; nel 2013 iniziò la pubblicazione dei portali tematici, siti web di carattere specializzato e divulgativo dedicati alle materie del diritto, al fisco e al lavoro, attraverso i quali si realizzò l'integrazione tra l'attualità normativa e la banca dati DeJure.

### Cessione della società
Il 31 ottobre 2017 la famiglia Giuffré ha ceduto il suo intero pacchetto azionario al gruppo editoriale francese Editions Lefebvre Sarrut (ELS). ELS, nata nel 1999 dalla fusione tra Editions Francis Lefebvre e Editions Législatives, è già presente sul mercato italiano fin dal 1991 con Ipsoa-Francis Lefebvre, una s.r.l. costituita con Ipsoa (quest'ultima confluita nel gruppo Wolters Kluwer Italia). Dal gennaio 2018 Lefebvre ha assunto il controllo per intero della società Ipsoa-Francis Lefebvre, ribattezzandola Memento Francis Lefebvre.
Nel marzo 2018 cambio alla guida della casa editrice: Antonio Giuffré lascia l'incarico di direttore generale al manager torinese Giuseppe De Gregori, presidente diventa il general manager del gruppo francese Rudi Mesotten.
Nel luglio 2018, a seguito della fusione per incorporazione di Memento Francis Lefebvre, Giuffrè Editore cambia la sua ragione sociale in Giuffrè Francis Lefebvre. Nel febbraio 2019 Stefano Garisto, in azienda dal 2011, sostituisce De Gregori alla direzione del gruppo.

## Le edizioni digitali

### Da Juris Data a De Jure
Presentato nel 2007 come evoluzione online del dvd Juris Data, DeJure è una banca dati editoriale di informazione giuridica utilizzata da avvocati, magistrati, notai, studiosi del diritto, anche diffusa presso le istituzioni e le biblioteche . È suddivisa nelle seguenti sezioni: giurisprudenza, fonti normative, dottrina, formulari, bibliografia e strumenti. DeJure mette a disposizione degli utenti, in un unico “repository”, oltre 3 milioni di documenti relativi a massime, sentenze integrali delle autorità centrali e di merito, legislazione nazionale, regionale ed europea, prassi, dottrina e formulari. Sul modello di DeJure, nel 2015 presero vita l'omologa BancadatiPiù, rivolta ai commercialisti e Bancadati-LavoroPiù rivolta ai consulenti del lavoro.

### I Portali tematici online
Giuffrè Editore avvia un nuovo modello editoriale on line che supera le tradizionali suddivisioni tra riviste dottrinali, volumi e banche dati tramite un unico portale tematico online di informazione, approfondimento e di erogazione di strumenti operativi, organizzato per materie del diritto. Contenuti e servizi editoriali confezionati in modo pratico e di facile accesso per professionisti delle generazioni più recenti, in linea con la propensione a seguire le mutazioni del proprio settore e, più in generale, della società civile italiana. I portali adottano un sistema di navigazione denominato Bussola che consente una più facile consultazione per parole chiave e che eroga schede complete e pratiche sugli argomenti di maggiori interesse per ciascuna area tematica. La Bussola fa la sua prima apparizione nel portale FiscoPiù nel 2013, tre anni prima che il medesimo sistema vanga adottato anche da importanti testate italiane quali, fra tutte, il Corriere della Sera (2).

### Riviste scientifiche online

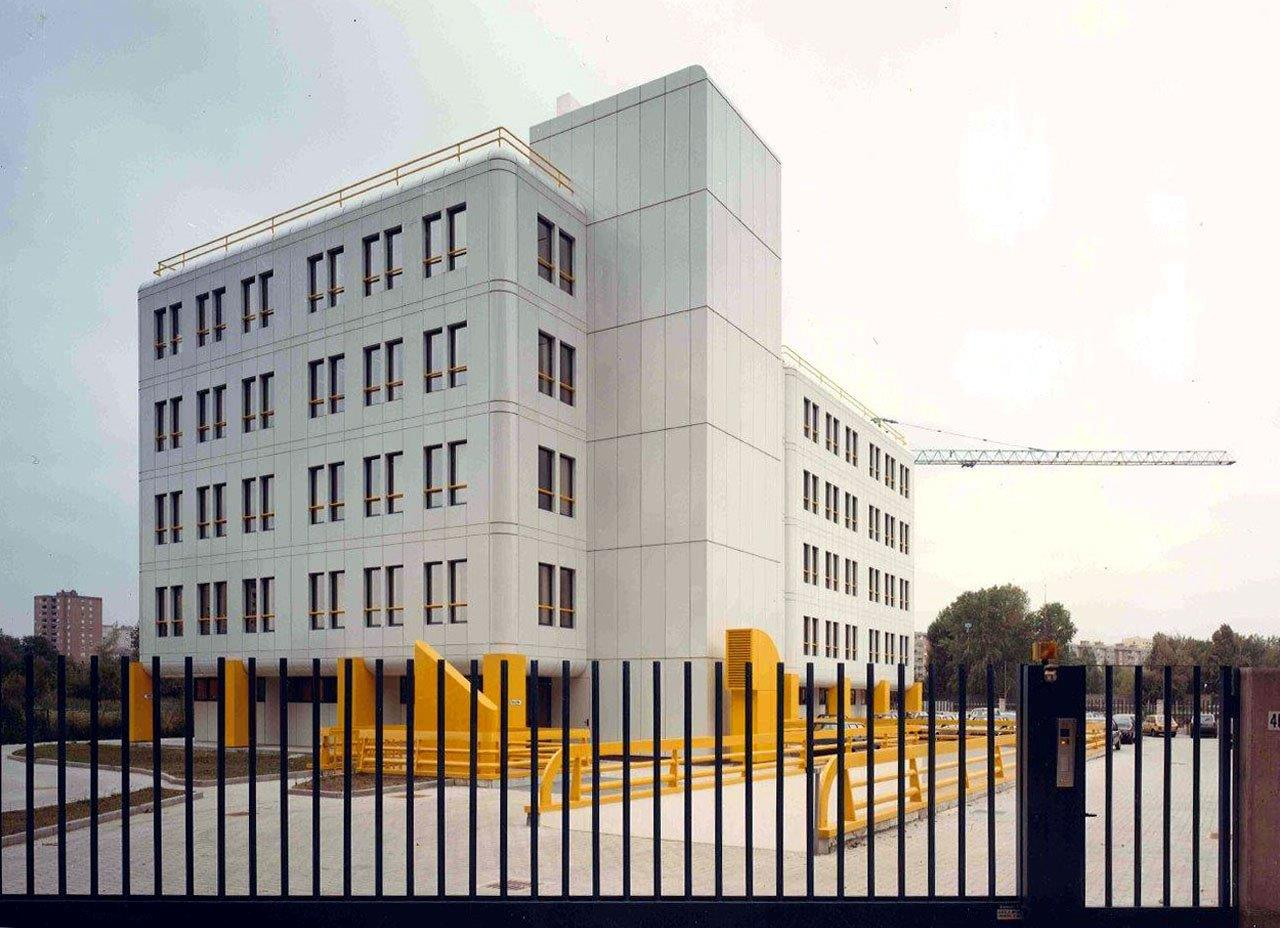
La sede della casa editrice

Giuffrè Editore annovera oggi nel proprio catalogo 32 riviste di carattere dottrinale e scientifico: la più antica è la Rivista di Diritto Internazionale, fondata nel 1906 e la più recente è Il Lavoro nelle Pubbliche Amministrazioni, fondata nel 1998. Il 2014 segna l'inizio della riconversione dalle riviste stampate, alle versioni digitali on line: la rivista Giustizia Civile, fondata nel 1955, appare in formato digitale on line, giustiziacivile.com, inaugurando una formula che conserva le caratteristiche di scientificità e aggiunge funzionalità di consultazione che si relazionano alla banca dati DeJure. La direzione è affidata parimenti a Fabrizio Di Marzio e Giuseppe Conte.

### Software
Giuffrè Informatica s.r.l. è una software house che ha sviluppato un programma di gestione per studi legali, ed ha accompagnato lo sviluppo dell'informatica legata al mondo forense creando il marchio Cliens che, oltre a Cliens Gestione Studio legale ha sviluppato una famiglia di software: Cliens A.U.I.: il software per la tenuta dell'Archivio Unico Informatico richiesto dalla normativa sull'antiriciclaggio; Cliens Studio Online: sistema di interazione tra il programma Cliens Gestione Studio legale e il sito internet dello studio, per comunicare ai clienti informazioni sulle loro pratiche attraverso il web; Cliens Biblioteca: per la catalogazione delle fonti bibliografiche possedute dallo studio e per l'archiviazione delle ricerche effettuati dai professionisti; Cliens Contabilità Professionisti: programma di contabilità e di adempimenti relativi alla tenuta dei registri fiscali. Cliens Studio Legale Web: strumento che consente all'avvocato di consultare i dati presenti negli archivi Cliens del proprio studio, attraverso una connessione internet. I dati consultabili sono quelli dei fascicoli, quelli relativi agli impegni e le scadenze inserite nell'agenda Cliens e quelli scaricati dal Polisweb, le anagrafiche ed i contatti.

### Processo telematico
Giuffrè Editore è stato il primo soggetto privato italiano a realizzare un punto d'accesso digitale per collegare gli avvocati alle cancellerie degli uffici giudiziari. Il Ministero della giustizia nel 2010 concede il benestare all'iscrizione del Punto d'Accesso (PdA) di Giuffrè (serve fonte terza e non il sito aziendale). In tal modo la categoria dei professionisti del diritto ha l'opportunità di riformare i processi organizzativi dei propri studi con l'ausilio di strumenti digitali, anticipando la riforma di informatizzazione della giustizia che il Ministero di Giustizia ha introdotto nel mese di giugno del 2014, rendendo obbligatoria la trasmissione degli atti tramite il Processo Civile Telematico.

## Le opere librarie e gli autori principali
Le radici di Giuffrè Editore sono profonde e prendono vita nell’ambito universitario italiano, affiancando i più grandi interpreti del diritto nelle loro carriere.

### La “biblioteca storica”
Nel patrimonio culturale, non più disponibile commercialmente, si annoverano titoli riconosciuti dalla comunità giuridica come testi di riferimento. Tra questi si citano ad esempio: La Costituzione Italiana – Commento Sistematico (Antonio Amorth, 1948) , il Trattato di Diritto Romano (Emilio Albertario 1938), il Trattato di Diritto Amministrativo (Guido Zanobini, 1948).

### Rassegna di giurisprudenza e di dottrina (1951)
Nei primi anni ’50 si iniziano a pubblicare Le Rassegne, quelle che poi diverranno un prodotto classico della Casa editrice e con una spiccata connotazione pratica. Seguendo i molteplici rinnovamenti nel tempo, tali opere, che si sviluppano in un ampio numero di volumi (oltre i 30 nelle Opere base e circa 9 negli Aggiornamenti), rappresentano uno strumento fondamentale per gli operatori del diritto, in quanto offrono un'informazione completa sul significato normativo delle disposizioni dei codici. Muovendo dalla giurisprudenza, ne mettono in evidenza i contrasti e le correlate soluzioni, riportando in modo diffuso anche la casistica, completata dalle opinioni della più autorevole dottrina. Dirette dai maggiori rappresentanti del diritto italiano in materia, coadiuvati dai più esperti esponenti della magistratura ed accademici, si annoverano le opere seguenti: Rassegna di giurisprudenza sul codice civile (1951) diretta da Rosario Nicolò, tra i curatori Mario Stella Richter, Andrea Torrente e Cesare Ruperto, con Appendici di aggiornamento (dal 1954); seguita da una nuova edizione, riveduta ed aggiornata, diretta da Rosario Nicolò e Mario Stella Richter (1968-1973) e dalle relative Appendici di aggiornamento (dal 1975). Successivamente (1994-2001) affidata a Cesare Ruperto e Vittorio Sgroi, diviene la Nuova rassegna di giurisprudenza sul codice civile e, da ultimo, in occasione del bicentenario del Code civil (2004), è ancora rinnovata sotto la direzione di Cesare Ruperto, nella sua prima edizione, col nome di La giurisprudenza sul codice civile, seguita da un Aggiornamento (2005-2009). Quella che ancora oggi, con l’Aggiornamento (2011-2015) della sua seconda edizione (2009-2012), accompagna studiosi e pratici del diritto. Sulla stessa impronta la Casa editrice affida la Rassegna di giurisprudenza sul codice di procedura civile (1954) alla direzione di Virgilio Andrioli. Opera che dal 1960 viene diretta da Mario Stella Richter e Andrea Torrente. Dal 1967 la direzione resta a Mario Stella Richter, che la porta avanti, con Appendici di aggiornamento, fino al successivo cambio di direzione. Affidata nel 1996 a Giorgio e Paolo Stella Richter, sotto la cui guida l’opera prosegue fino ad oggi, muta dal 2006 il suo titolo in La giurisprudenza sul codice di procedura civile, registrando nelle varie edizioni i continui mutamenti in materia e offrendo un prezioso strumento per i processualcivilisti. In materia penale, nel 1953 vedono la luce la Rassegna di giurisprudenza sul codice penale e la Rassegna di giurisprudenza sul codice di procedura penale, dirette da Giuseppe Lattanzi. Seguite da Aggiornamenti, negli anni ’60 mutano il loro titolo in Esposizione di giurisprudenza (dal 1960 per la procedura penale e dal 1964 per il codice penale, quest’ultimo sotto la direzione di Antonio Brancaccio e Giuseppe Lattanzi), dando conto in modo sempre più ampio anche delle opinioni della dottrina. Nel 1998 divengono direttori Giorgio Lattanzi ed Ernesto Lupo e, con l’ancora rinnovato titolo di Codice penale. Rassegna di giurisprudenza e di dottrina e Codice di procedura penale. Rassegna di giurisprudenza e di dottrina assumono l’attuale veste, diventando, nel corso delle varie edizioni (1998, 2003, 2012-2013 per la procedura penale e 2000, 2010 per il codice penale) e dei rispettivi aggiornamenti (2007-2008 e 2015), punto di riferimento per interpretare il sempre più complesso sistema penale.

### Trattato di diritto civile commerciale (1954)
Ideato e fondato nel 1950 da Antonio Cicu e Francesco Messineo; il piano dell'Opera comprende la trattazione sistematica di tutti gli istituti di diritto civile e commerciale. La prima pubblicazione del Trattato risale al 1954 con il volume Il giuoco e la scommessa. La transazione di Emilio Valsecchi. A seguire: nel 1956 L'ipoteca immobiliare e mobiliare di Domenico Rubino e nel 1957 La Trascrizione, La pubblicità in generale di Salvatore Pugliatti. Nel 1974 alla Direzione originaria subentra Luigi Mengoni a cui fa seguito, nel 2001, Piero Schlesinger. Il piano dell'opera della Collana prevede di giungere al volume numero 100 nel 2016.

### Enciclopedia del diritto (1958)

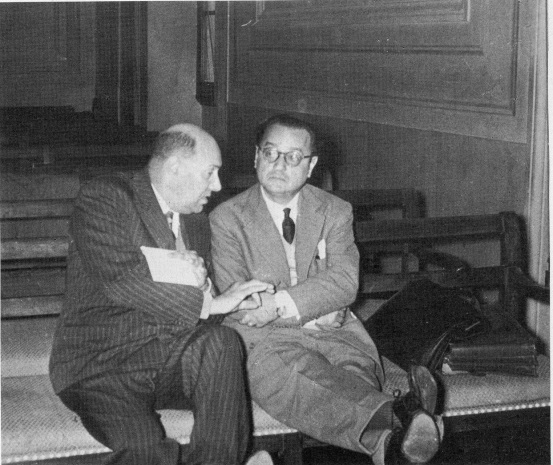
1958: Antonino Giuffrè e il prof. Francesco Calasso danno origine all'Enciclopedia del Diritto

L'Enciclopedia del diritto nacque da un progetto concepito agli inizi degli anni '50 del secolo scorso con lo storico del diritto Francesco Calasso e vede l'esordio con il primo volume nel 1958. Si riallacciava idealmente a due grandi esperienze come l’Enciclopedia giuridica italiana (1884-1939) e il Digesto Italiano (1884-1921), che si erano riproposte di raffigurare in modo approfondito l’intero diritto dello Stato unitario, giungendo a pochi anni di distanza dalla pubblicazione del Nuovo Digesto Italiano (1937-1940) che aveva esposto l’ordinamento dello Stato fascista. Nelle condizioni dell’Italia repubblicana e postfascista, si trattava ora di racchiudere in un’opera enciclopedica gli istituti del nuovo ordinamento costituzionale. Secondo una visione storicista, l’Enciclopedia avrebbe dovuto rinvenire nella tradizione le linee di continuità con il diritto presente, sottolineando nel contempo la svolta impressa dalla Costituzione democratica. Destinata sia agli studiosi sia ai pratici del diritto, sotto la direzione generale iniziale di Francesco Calasso, l’opera si avvalse di una prestigiosa direzione scientifica (originariamente, tra gli altri, Salvatore Pugliatti, Tullio Ascarelli, Carlo Esposito) sviluppandosi in 46 volumi più gli indici (1958-1995); consta complessivamente di circa 3.765 lemmi, molti dei quali costituiscono veri e propri saggi monografici, e si è avvalsa nel corso del tempo di oltre 1.600 autori. Dopo un aggiornamento in 6 volumi più gli indici (383 voci, 1997-2004), concluso con l’edizione della prima banca dati elettronica complessiva (DVD, 2004), dal 2007 l’opera prosegue nella serie degli Annali che, mantenendo la formula unitaria dell’Enciclopedia, propone annualmente e con respiro globale i temi emergenti nelle varie discipline.

### I Codici Giuffrè (1976)
La prima collana è formata da I codici blu che, fin dall'esordio con il volume Codice civile con la Costituzione e le principali leggi speciali, del 1976, fornisce un corpo di norme selezionato e annotato da autorevoli curatori, funzionale ad approfondire i vari settori giuridici in quanto, oltre ai quattro codici fondamentali (codice civile, codice di procedura civile, codice penale e codice di procedura penale), ne fornisce altri specifici, che analizzano i vari apparati normativi negli ambiti di principale interesse per gli studiosi e i professionisti. Nel corso degli anni il panorama dei codici si è ampliato con ulteriori collane: I Codici Tascabili (2005) per la consultazione delle norme in versione pocket e rendere più agevole e veloce la ricerca e l'esame delle normative; I Codici d'udienza (2006) che forniscono in un unico volume, la parte sostanziale e procedurale della materia d'interesse, nonché delle norme complementari, la cui consultazione combinata è utile nelle aule d'udienza o per la preparazione di esami e concorsi; i Codici Giuffrè denominati “ipertestuali” (2015) che abbinano la versione cartacea alla declinazione digitale correlata alla banca dati DeJure e aggiornata in tempo reale in funzione delle modifiche ai testi di legge: tra essi, il Codice della famiglia, il Codice civile e il Codice di procedura civile diretti da Fabrizio Di Marzio, il Codice dei contratti diretto da Giuseppe Conte e Fabrizio Di Marzio, il Codice penale e il Codice di procedura penale diretti da Sergio Beltrani, il Codice amministrativo e il Codice dei contratti pubblici diretti da Francesco Caringella, il Codice della disciplina privacy diretto da Luca Bolognini ed Enrico Pelino, il Codice del processo amministrativo diretto da Roberto Chieppa.

### Le fonti del diritto italiano (1991)

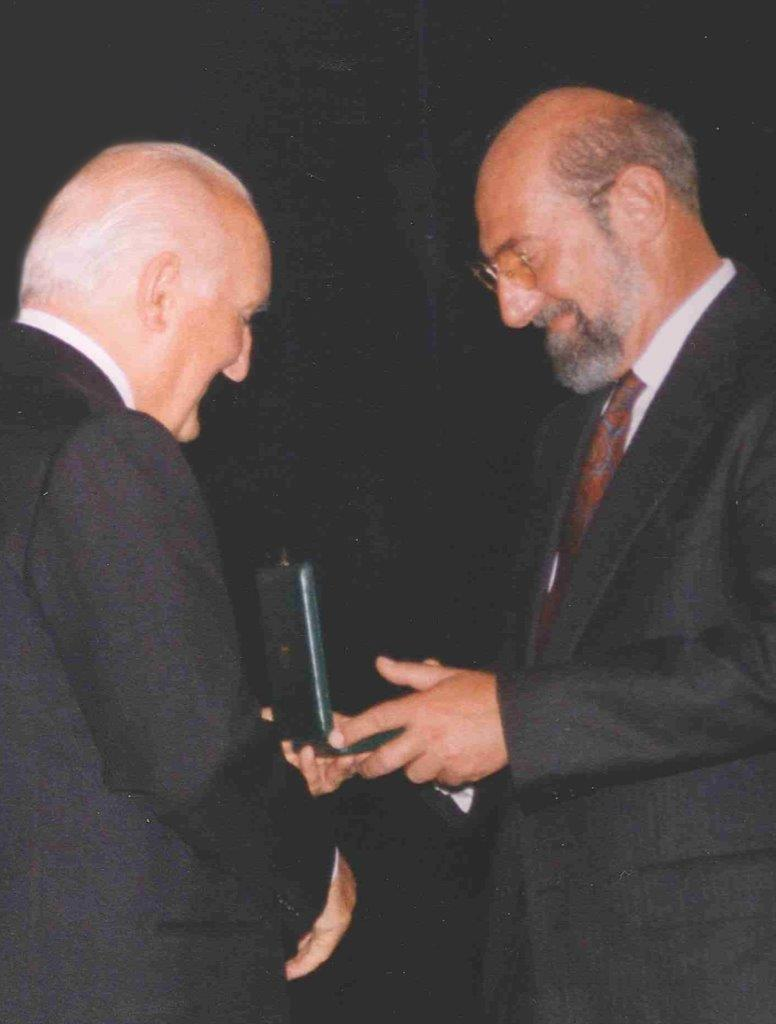
1997: Giuseppe Giuffrè è nominato Cavaliere del Lavoro da Oscar Luigi Scalfaro

La collana Le Fonti del diritto italiano nasce nel 1991 come cornice di un vasto disegno che si propone di comprendere l'intero sistema delle fonti. Come scriveva nel 1992 Pietro Rescigno nella prefazione alla prima edizione del Commentario dedicato al Codice Civile, la collana «rappresenta il risultato di una constatazione e di un programma: della rilevazione che mette in luce la persistente vitalità del codice, al di là della caduta e della revisione di intere materie o di notevoli parti dell'originaria stesura; della necessità di non trascurare il sistema che nel codice è racchiuso, anche quando si debba indagare e procedere lungo le vie frammentarie e disperse della legislazione speciale». Insita nella collana la consapevolezza, per un verso, della validità conservata da un corpo di norme che si va arricchendo con le decisioni dei giudici e le opinioni della dottrina, dall'altro, della necessità di una sua assidua rilettura. Il commentario, quindi, rappresenta lo strumento più idoneo e rapido per rendere l'immagine dell'ordinamento che si aggiorna nel continuo confrontarsi con i problemi che incontra nel suo cammino. L'opera si distingue per la selezione dei testi normativi, commentati con la dottrina e annotati con la giurisprudenza da massimi esperti delle materie trattate. La linea seguita dai curatori e i numerosi autori risponde al proposito di fornire un quadro dei casi e dei problemi al fine di favorire l'organico riesame ed un'elaborazione critica delle materie. Nel corso degli anni, la Collana si è andata arricchendo di numerosi titoli a commento delle principali materie del diritto, in ambito civile, penale ed amministrativo. Oltre al Codice civile a cura di Pietro Rescigno, al Codice di procedura civile a cura di Nicola Picardi, al Codice penale a cura di Tullio Padovani e al Codice di procedura penale a cura di Giovanni Canzio e Giovanni Tranchina, per la normativa di settore basti citare, tra i tanti: Codice del lavoro a cura di Giovanni Amoroso, Enzo Di Cerbo e Arturo Maresca, Codice della famiglia a cura di Michele Sesta, Codice del consumo a cura di Vincenzo Cuffaro, Codice del fallimento a cura di Piero Pajardi, Codice della giustizia amministrativa a cura di Giuseppe Morbidelli, Codice dell'azione amministrativa a cura di Maria Alessandra Sandulli.

### Percorsi (2005)
Percorsi è la collana di Giuffrè dedicata agli aspiranti avvocati, magistrati e notai . Nata nel 2005, è suddivisa in linee specifiche per le tre categorie di praticanti. La collana comprende i Codici annotati per aspiranti avvocati, non annotati per magistrati e notai, i Manuali brevi che permettono un efficace ripasso delle materie dell'esame orale, le Guide al metodo che illustrano le strategie di preparazione per affrontare al meglio le prove, i Manuali che supportano uno studio approfondito delle materie principali, le Guide alla giurisprudenza che offrono un monitoraggio ragionato delle svolte giurisprudenziali. Sono presenti inoltre varie raccolte di elaborati - Atti e pareri per gli aspiranti avvocati, Temi per i futuri magistrati, Atti inter vivos e mortis causa per i notai - che mirano a consolidare la preparazione sull'analisi casistica. Il sito Percorsi, oltre a proporre il catalogo cartaceo in forma digitale, offre ogni anno nuovi contenuti autoriali in forma gratuita nei mesi di ottobre, novembre e dicembre per la preparazione delle prove scritte dell'esame di abilitazione alla professione di avvocato.

## L'attività di stampa
Così come i grandi editori europei, come ad esempio le tedesche Bertelsmann e Vogel Verlag, o le italiane Rizzoli e Mondadori, anche Giuffrè Editore comprende una tipografia per accogliere la propria notevole mole produttiva. La tipografia Mori & C. SpA fu fondata nel 1952 da Antonino Giuffrè e sua moglie Maria Luisa Mori, da cui il nome dell'azienda, con lo scopo di poter organizzare in un unico complesso l'intero ciclo tipografico delle opere della casa editrice nata vent'anni prima. La tipografia Mori è tuttora in attività e copre l'intero ciclo di produzione.

## Principali opere, riviste e collane
- 1906 Rivista di Diritto Internazionale
- 1934 Banca Borsa Titoli di Credito
- 1947 Rivista del Notariato
- 1947 Rivista Trimestrale di Diritto e Procedura Civile
- 1950 Responsabilità Civile e Previdenza
- 1951 Rivista Trimestrale di Diritto Pubblico
- 1951 Rassegna di giurisprudenza e di dottrina
- 1954 Trattato di diritto civile commerciale
- 1955 Repertorio generale
- 1956 Giurisprudenza Costituzionale
- 1958 Rivista Italiana di Diritto e Procedura Penale

- 1958 Enciclopedia del diritto
- 1961 Cassazione Penale
- 1962 Civiltà del diritto
- 1965 il Foro Amministrativo
- 1970 Teoria e Pratica del diritto
- 1974 Giurisprudenza Commerciale
- 1976 I Codici Giuffrè
- 1979 Rivista Italiana di Medicina Legale
- 1987 Il Codice civile: commentario
- 1991 Le fonti del diritto italiano
- 1992 Diritto Privato Oggi

- 1999 I Formulari Giuffrè
- 2000 Manuali e applicazioni pratiche dalle lezioni di Guido Capozzi
- 2001 Formulario notarile commentato
- 2005 I Blu Giuffrè
- 2005 I Codici tascabili
- 2005 I Codici d'udienza
- 2005 Percorsi
- 2007 Scenari
- 2011 Officina del diritto